# Catedral de San Mateo (South Bend)
La Catedral de San Mateo  (en inglés: St. Matthew Cathedral) es una catedral católica en South Bend, Indiana, Estados Unidos. Junto con la catedral de la Inmaculada Concepción en Fort Wayne, es la sede de la Diócesis de Fort Wayne-South Bend.
El Rev. Theodore Hammes fue designado como primer párroco de la parroquia y en un principio vivió en la parroquia de Santa Mónica en Mishawaka. Veintidós hombres se ofrecieron para ayudar a construir la iglesia, que fue construida en mayo de 1922. El santuario estaba dedicado 13 de agosto de 1922, con un salón para la parroquia en el sótano. La congregación creció más rápidamente que la capacidad de la estructura de 240, y en octubre de 1923, los líderes de la iglesia inauguraron una expansión que aumentó el número de plazas a 600. La parroquia compró seis lotes adicionales en 1924 que se convirtieron en el sitio donde se construyó una escuela en 1929.
En 1960, el Papa Juan XXIII cambió el nombre de la Diócesis de Fort Wayne a la Diócesis de Fort Wayne-South Bend. La Iglesia de San Mateo, que estaba todavía en construcción, fue nombrada Co-catedral de la diócesis.

## Véase también

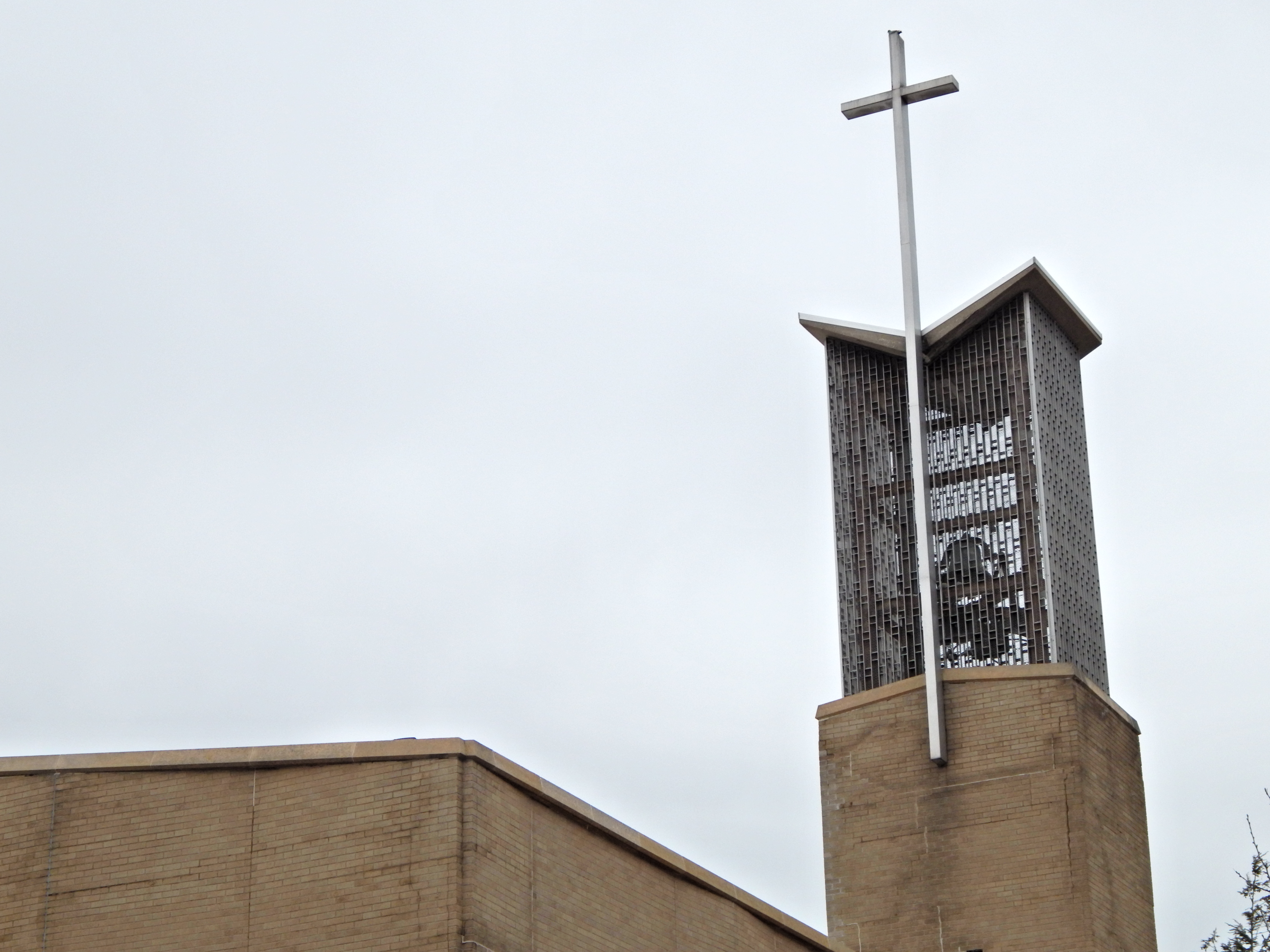
Vista de la torre